# Tim Manawatu
Timoti James Manawatu (Blenheim, 4 dicembre 1981) è un rugbista a 15 e dirigente sportivo neozelandese, direttore dello sviluppo rugbistico della provincia di Tasman.

## Biografia
Proveniente dagli Steelers, rappresentativa provinciale della Counties Manukau Rugby Union (distretto di Franklin) che milita nel Campionato provinciale neozelandese, fu ingaggiato in Italia dai piacentini del Lyons; nei campionati 2006-07 e 2007-08 si impose come il miglior marcatore di serie A con, rispettivamente, 339 e 292 punti.
Nell'estate del 2008 si trasferì a Roma, alla Capitolina, club con il quale esordì nel Super 10; dopo l'abbandono del campionato di prima divisione da parte della società romana, Manawatu è stato ingaggiato nel 2009 dall'Aquila Rugby, che ne ha preso il posto nel Super 10.